# Mimesa
Mimesa is een geslacht van vliesvleugelige insecten van de familie van de graafwespen (Crabronidae).

## Soorten
- M. beckeri Tournier, 1889
- M. bicolor (Jurine, 1807)
- M. bruxellensis Bondroit, 1934
- M. caucasica Maidl, 1914
- M. crassipes A. Costa, 1871
- M. equestris (Fabricius, 1804)
- M. grandii Maidl, 1933
- M. gussakowskiji (Beaumont, 1941)
- M. lutaria (Fabricius, 1787)
- M. nigrita Eversmann, 1849
- M. sublaevis (Beaumont, 1954)
- M. tenuis Oehlke, 1965
- M. vindobonensis Maidl, 1914